# Usina Hidrelétrica de Joasal
A Usina Hidrelétrica de Joasal é uma usina hidrelétrica brasileira localizada no município de Juiz de Fora, estado de Minas Gerais.
A usina está instalada no rio Paraibuna, afluente do rio Paraíba do Sul. Sua operação iniciou-se no ano de 1950. Atualmente é operada pela Companhia Energética de Minas Gerais S.A. (CEMIG).
A barragem da usina possui 35 metros de comprimento e altura de 4 metros. A casa de força abriga cinco unidades geradoras, totalizando uma potência instalada de 8,4 MW.